# Pyrrhulina lugubris
Pyrrhulina lugubris és una espècie de peix de la família dels lebiasínids i de l'ordre dels caraciformes.

## Morfologia
- Els mascles poden assolir 5 cm de longitud total.[4][5]

## Hàbitat
És un peix d'aigua dolça i de clima tropical.
Habita a la conca del riu Meta i els Llanos de Venezuela a l'Amèrica del Sud.